# Otto Klemm (Geoökologe)
Otto Klemm (* 1959) ist ein deutscher Geoökologe, Klimaforscher und Hochschullehrer.

## Leben
Von 1978 bis 1984 studierte Klemm Geoökologie.
Nachdem er sein Studium mit dem Diplom abgeschlossen hatte, arbeitete er als wissenschaftlicher Assistent an der Universität Bayreuth.
1988 promovierte er an der Universität Bayreuth zum Doktor der Naturwissenschaften mit einer Arbeit zum Thema: Säure/Base- und redoxchemische Simulation des Verdampfens von Niederschlagswasser von Fichtennadeln.
1989 ging er für 4 Monate an das College of Marine Studies der University of Delaware, USA.
Anschließend arbeitete er ein Jahr als Gastprofessor an der University of New Hampshire.
Von 1991 bis 1996 war er Leiter der Arbeitsgruppe Flugzeugmessungen.
Gleichzeitig arbeitete er als freier Mitarbeiter für das Fraunhofer-Institut für Atmosphärische Umweltforschung (IFU) in Garmisch-Partenkirchen.
1996 habilitierte Klemm sich.
Von 1996 bis 2002 war er wissenschaftlicher Angestellter und Oberassistent im Bayreuther Institut für Terrestrische Ökosystemforschung (BITÖK).
Im Jahr 2004 entstand aus dem BITÖK das Bayreuther Zentrum für Ökologie und Umweltforschung (Bayreuth Center for Ecology and Environmental Research, BayCEER).
Von 2002 bis 2024 war Klemm Professor für Klimatologie an der Westfälischen Wilhelms-Universität Münster. Seit Oktober 2024 ist er Professor an der National Central University in Taoyuan, Taiwan.

## Forschungsinteressen
Klemm forscht auf den Gebieten der Klimatologie, der Luftqualität, der Mikrometeorologie, der Aerosolpartikel und der Nebelforschung.

## Forschungsprojekte
Klemm war in verschiedenen Funktionen an den folgenden Forschungsprojekten beteiligt:
- Emissionen aus dem Straßenverkehr und städtische Lufthygiene: Neue Möglichkeiten aus zeitlich hoch aufgelöster Analyse
- Quantifizierung des Eintrags von Wasser und ausgewählten Nährstoffen in ein Waldökosystem durch die Deposition von Nebel
- Contribution of fog deposition to water and nutrient cycling in a subtropical mountain cloud forest (deutsch: Beitrag der Nebelablagerung zum Wasser- und Nährstoffkreislauf in einem subtropischen Bergnebelwald)
- Development and application of a combined method for the direct measurement of turbulent fluxes of atmospheric aerosol particle constituents (deutsch: Entwicklung und Anwendung einer kombinierten Methode zur direkten Messung turbulenter Flüsse atmosphärischer Aerosolpartikelbestandteile)
- Net ecosystem exchange of CO2 and H2O in a subtropical mountain cloud forest (Taiwan) (deutsch: Netto-Ökosystemaustausch von CO2 und H2O in einem subtropischen Bergnebelwald)
- Anzahl- und Massenflüsse von Aerosolpartikeln über einer Stadt, erfasst mit hoher Größenauflösung[6]

## Vorlesungen, universitäre Aktivitäten
Klemm hält Vorlesungen zu den Themenbereichen Klimatologie und Umweltmeteorologie.
Er unternahm mit seinen Studenten mehrfach (2016, 2019) Exkursionen nach Taiwan.
Die Studenten lernten bei diesen Gelegenheiten den Hochwasserschutz von Taipeh kennen.
Sie besuchten eine Einrichtung für Nebelmessungen im Wald von Xitou und beobachteten auf dem Observatorium auf dem Mount Lulin die Veränderung der Grenzschicht mit zunehmender Sonneneinstrahlung.

## Gesellschaftliches Engagement
Klemm war 7 Jahre, von 2012 bis 2018, Vorsitzender des von ihm gegründeten Klimabeirates der Stadt Münster.
2018 versuchte er resigniert den Vorsitz des Klimabeirates niederzulegen.
Dies gelang ihm nicht, da sich niemand für den Vorsitz und für den stellvertretenden Vorsitz fand.
Daraufhin trat Klemm aus dem Klimabeirat aus.
Grund dafür war, dass die Stadtverwaltung von Münster viele klimaschützende und verbessernde Maßnahmen blockierte.
Zwar hatte Münster erklärt, bis 2050 seine CO2-Emissionen um 95 % zu reduzieren, aber es wurde zu wenig unternommen, um dieses Ziel zu erreichen.
Dies lag nicht am Mangel an Expertise und konkreten Vorstellungen, wie dieses Vorhaben zu verwirklichen sei, sondern oft an der fehlenden Bereitschaft, diese Maßnahmen umzusetzen.
Viele sorgsam ausgearbeiteten Vorschläge dazu wurden lakonisch abgelehnt mit Bescheiden, wie z. B.

“Nach Abwägung der öffentlich und privaten Belange gegeneinander und untereinander wird den … Stellungnahmen nicht gefolgt.”

Klemm arbeitete leicht und allgemein verständliche Präsentationen zum Thema Stadtklima aus, die kostenlos im Internet zugänglich sind.
Außerdem hielt er Vorträge über Luftqualität und Stadtklima, auf denen er versuchte, das allgemeine Bewusstsein für die Problematik zu schärfen.
Klemm betonte, dass es angesichts der zunehmenden Hitze in den Städten wichtig sei, in der Stadtplanung das Stadtklima positiv zu beeinflussen.
Als Maßnahmen seien Frischluftschneisen in den Innenstädten, offene Wasserflächen, Grünanlagen und insbesondere das Pflanzen und Erhalten von Bäumen geeignet.
Bei der Anlage neuer Stadtviertel und Wohngebiete, sei es wichtig, nur noch Neubauten zuzulassen, die keine Treibhausgase emittieren.
Im Rahmen der COVID-19-Pandemie beschäftigte sich Klemm mit der Wirksamkeit des Mund-Nasen-Schutzes.
Er untersuchte die Rückhaltung der Aerosole.
Auf einer 2020 zu diesem Thema veranstalteten European Aerosol Conference (EAC) nahm er als Spezialist für Aerosole an der Panel-Diskussion teil.

## Veröffentlichungen (Auswahl)
- Otto Klemm: Umweltmeteorologie Prof. Dr. Otto Klemm 15. Stadtklima. Download als ppt möglich
- Otto Klemm, N.-H. Lin: What Causes Observed Fog Trends: Air Quality or Climate Change? Aerosol and Air Quality Research 16, 1131–1142. doi:10.4209/aaqr.2015.05.0353, 2015
- Otto Klemm, T. Wrzesinsky, J. Gerchau, F. Grießbaum: A collector for fog water and interstitial aerosol. Journal of Atmospheric and Oceanic Technology 25, 335–340, 2008
- Otto Klemm, T. Wrzesinsky, C. Scheer: Fog water flux at a canopy top: Direct measurement versus one-dimensional model. Atmospheric Environment 39, 5375–5386, 2005 download als pdf
- Otto Klemm, C. Milford, M. A. Sutton, E. van Putten, G. Spindler: A climatology of leaf surface wetness. Theoretical and Applied Climatology 71, 107–117, 2002 download als pdf
- Otto Klemm: Local and Regional Ozone: A Students' Study Project, Journal of Chemical Education 78, 1641–1646, 2001 download als pdf
- Otto Klemm, H. Lange: Trends of Air Pollution in the Fichtelgebirge Mountains, Bavaria. Environmental Science & Pollution Research 6, 193–199, 1999
- Gunilla Svensson, Otto Klemm: Aircraft measurements and model simulations of the air quality in Athens, Greece, Elsevier, Atmospheric Environment, Band 32, Ausgabe 12, 1. Juni 1998, S. 2269–2289.
- Gunilla Svensson, Otto Klemm: A Comparison Study of Air-Quality Model Simulation Results with Aircraft Data. Springer, 1996, Air Pollution Modeling and Its Application XI, S. 593–602.
- Otto Klemm: Five years of aircraft measurements of air pollution in a heavily industrialized region in eastern Germany. Meteorologische Zeitschrift, N.F. 5, 221–223, 1996
- Otto Klemm, E. Schaller: Aircraft measurement of pollutant fluxes across the borders of eastern Germany. Atmospheric Environment 28, 2847–2860, 1994
- Otto Klemm, R. W. Talbot: A sensitive method for measuring atmospheric concentrations of sulfur dioxide. Journal of Atmospheric Chemistry 13, 325–341, 1991
- Otto Klemm: Acid neutralization of leaf surfaces: A call for a standard unit. Environmental and Experimental Botany 30, 35–41, 1990
- Otto Klemm, M. Riederer, T. Frevert: pH-response on leaves and isolated cuticles of Hedera helix L. after wetting with artificial rainwater. Environmental and Experimental Botany 27, 349–355, 1987
- T. Frevert, Otto Klemm: Wie verändern sich pH-Werte im Regen- und Nebelwasser beim Abtrocknen von Pflanzenoberflächen? Archives for Meteorology, Geophysics, and Bioclimatology B 34, 75–81, 1985